# 纖體深海九棍魚
纖體深海九棍魚（学名：Bathysauropsis gracilis）為輻鰭魚綱仙女魚目青眼魚亞目爐眼魚科的一種，分布於南半球各大洋海域，屬深海底棲性魚類，深度1055-2835公尺，體長可達32公分，棲息在底層水域，生活習性不明。